# Frank Barbian
Frank Barbian est un directeur de la photographie franco-allemand, qui vit et travaille depuis 1993 à Paris.

À l'âge de cinq ans, son père photographe lui offre son premier appareil photo, puis lui apprend à faire ses premiers tirages en chambre noire. Plus tard, ses études en cinéma puis une quarantaine de courts métrages l'emmènent au métier de chef-opérateur prise de vue, qu'il pratique depuis 15 ans dans les domaines de la fiction et du documentaire en France comme en Allemagne.
Admirant particulièrement le travail de Nestor Almendros et Eduardo Serra, Frank Barbian entend apporter à son métier une grande sensibilité artistique, assortie d'une organisation soigneuse du travail.
Grandi avec les procédés argentiques, une connaissance approfondie du système de cinéma numérique RED l'a amené à assurer la direction de la photographie pour Chanel sur le défilé Haute Couture printemps-été 2009, tourné avec 5 caméras RED (voir lien). De là il a rapidement adopté toutes les techniques du cinéma numérique.
Il a été enseignant image à la Masterclass franco-allemande Fémis/Filmakademie Baden-Württemberg ainsi qu'à l'Ecole des Gobelins, l'école de l'image.

## Filmographie (sélection)
- Kurz und Schmerzlos / Court et Bref de Fatih Akin (Festival de Locarne en 1998)
- Führer Ex / Les Enfants de la Colère de Winfried Bonengel (Festival de Venise en 2002)
- Faux Contact de Éric Jameux (Festival de Cannes en 2000)

ainsi qu'un grand nombre de téléfilms et documentaires pour France Télévisions, Sat.1, ARD, ZDF et Arte